# Pasquale Cecchi
Pasquale Cecchi (Scafati, 30 giugno 1893 – Torre del Greco, 26 febbraio 1979) è stato un politico italiano, esponente del PCI.

## Biografia

### 1893 - 1915
Figlio di Mariano Basilio e Clotilde Langella, entrambi maestri elementari, cominciò a frequentare giovanissimo il circolo del PSI e la locale Camera del Lavoro insieme ai fratelli Antonio e Camillo, trasferendosi poi con la famiglia a Castellammare di Stabia nel novembre 1912, dove il padre aveva vinto un concorso come Direttore didattico. A Castellammare esisteva una forte tradizione operaia per la presenza dei cantieri navali e di numerose fabbriche metalmeccaniche e risaliva al 1869 la nascita di una sezione della Prima Internazionale, successivamente numerose erano state le lotte rivendicative fino a determinare la nascita di una Camera del Lavoro nell'ottobre del 1907. In questo ambiente andarono ad inserirsi i fratelli Cecchi. Pasquale non si mise, immediatamente, particolarmente in mostra, a differenza del fratello Antonio, futuro leader del Movimento operaio al fianco di Amadeo Bordiga e ben presto sottoposto a stretta sorveglianza della polizia politica. Pasquale sarà chiamato alle armi nel maggio 1915 e inviato al fronte come sottotenente.

### 1915 - 1921
Tornato dal fronte e ripreso il suo posto di militante socialista, fu candidato nelle elezioni amministrative del 31 ottobre 1920, trionfalmente vinte dal suo partito, unica vittoria socialista, insieme a quella della vicina Torre Annunziata, di tutta la Campania. Nominato assessore e vicesindaco della prima giunta socialista di Castellammare, aderì al nascente Partito Comunista d'Italia quando il 20 gennaio 1921 fu coinvolto nei fatti di Piazza Spartaco, il vile assalto fascista al Palazzo di Città. Prima che avvenisse la sparatoria, con la morte di sei innocenti, Pasquale Cecchi era uscito dal comune assediato, trattando con il maresciallo Carlino Clemente, quando partì il colpo di rivoltella che uccise il sottufficiale dei carabinieri e diede l'avvio alla strage. Arrestato, fu successivamente liberato nella fase istruttoria, verso la metà di ottobre.

### 1922 - 1946
Insegnante elementare dal 16 maggio 1922, conoscerà l'inutile e brutale violenza dello squadrismo fascista all'indomani dell'attentato a Mussolini del 31 ottobre 1926, quando la sua casa paterna verrà devastata e distrutta.
Diventato direttore didattico, a Ischia subì un'inchiesta da parte del Ministero della Pubblica Istruzione, su istigazione degli insegnanti fascisti che non sopportavano di essere diretti da un comunista. Trasferito per incompatibilità ambientale, insegnò in diversi comuni strettamente sorvegliato dal regime fascista. Continuò a mantenere stretti contatti con i compagni di Castellamare e all'indomani della caduta del fascismo riprese il suo posto nel Partito. Candidato nelle prime elezioni libere tenute il 7 aprile 1946, divenne il primo sindaco comunista della città.

### 1949 - 1979
Riconfermato nel 1949, rimase in carica fino al 1954. Consigliere comunale dal 1946 al 1972, fu anche consigliere provinciale dal 1956 al 1961 e infine senatore della repubblica nel 1958. Insignito nel 1957 della medaglia d'oro ai benemeriti della Pubblica Istruzione dal Presidente della Repubblica, morì a Torre del Greco il 26 febbraio 1979.